# Barrage d'El Haouareb
Le barrage d'El Haouareb (arabe : سد الهوارب) est un barrage tunisien inauguré en 1989, sur l'oued Merguellil. Il tire son nom de la ville d'El Haouareb située à douze kilomètres au sud-est d'Haffouz et à trente kilomètres au sud-ouest de Kairouan.
L'objectif du barrage est le contrôle des crues et la rétention d'excès d'eau potentielle pour servir de réserve pour l'irrigation ou l'eau potable.
Dimensionné en fonction des débits de 1969, il dispose d'une capacité maximale de 90 millions de mètres cubes et peut atteindre une profondeur de 20 m. Cependant, le barrage n'a jamais été totalement rempli, l'apport annuel moyen variant entre 5 et 37 millions de mètres cubes. En cas de faible pluviométrie, il peut rester complètement sec pendant plusieurs années. Pour les années pluvieuses, le barrage s'envase en moyenne de 2,1 millions de tonnes de sédiments par an.

## Zone importante pour la conservation des oiseaux
Une zone de 1 200 hectares correspondant à la surface potentielle de la retenue d'eau est classée zone importante pour la conservation des oiseaux (TN023). La végétation autour du barrage est essentiellement constituée de Tamarix africana, de massette à feuilles étroites (Typha angustifolia) et de joncs de type Juncus. En période humide, une plante aquatique vivace, le potamot pectiné (Potamogeton pectinatus), pousse dans le réservoir : cette plante constitue la source principale de nourriture pour les oiseaux aquatiques.
Depuis la création du barrage, le réservoir est devenu l'un des sites les plus importants en Tunisie pour la reproduction de la marmaronette marbrée (Marmaronetta angustirostris, entre 150 et 620 paires d'oiseaux nidifiant) et l'érismature à tête blanche (Oxyura leucocephala, dont le nombre semble augmenter en hiver, jusqu'à 334 individus dénombrés), bien qu'il ne soit pas clair où ces espèces vont durant les années sèches.
Le site sert aussi de lieu de reproduction au grèbe huppé (Podiceps cristatus) et au grèbe castagneux (Tachybaptus ruficollis). Le réservoir et les environs sont un lieu d'hivernage pour un large éventail d'autres oiseaux comme le grand cormoran (Phalacrocorax carbo), la grande aigrette (Casmerodius albus), le canard siffleur (Anas penelope), le canard pilet (A. acuta), le canard souchet (A. clypeata), le fuligule milouin (Aythya ferina), le canard brun (A. fuligula) et la foulque macroule (Fulica atra).